# Bangsalsari (plaats)
Bangsalsari is een bestuurslaag in het regentschap Jember van de provincie Oost-Java, Indonesië. Bangsalsari telt 15.324 inwoners (volkstelling 2010).